# 波尔玛纳
波尔玛纳（英語：Bormana）凯尔特神话女性神祇之一。为凯尔特人所崇拜并得到传播。其事迹反映于今法国南部发现之相关文物中，具有重要地影响与积极意义。